# Liste der portugiesischen Botschafter in Ghana
Die Liste der portugiesischen Botschafter in Ghana listet die Botschafter der Republik Portugal in Ghana auf. Die Länder unterhalten seit 1975 direkte diplomatische Beziehungen, die auf die Ankunft der Portugiesischen Entdecker als erste Europäer im heutigen Ghana Mitte des 15. Jahrhunderts zurückgehen.
Der erste Botschafter Portugals akkreditierte sich 1977 in der ghanaischen Hauptstadt Accra. Eine eigene Botschaft eröffnete Portugal dort bislang nicht, der portugiesische Vertreter in Nigeria wird weiterhin in Ghana zweitakkreditiert (Stand 2019).

## Missionschefs
| Name                                      | Bild  | Amtszeit  | Anmerkungen                                                             |
| Ghana                                     | Ghana | Ghana     | Ghana                                                                   |
| ----------------------------------------- | ----- | --------- | ----------------------------------------------------------------------- |
| João Uva de Matos Proença                 |       | ab 1977   | Botschafter mit Amtssitz Lagos, am 5. August 1977 in Accra akkreditiert |
| Armando Nunes de Freitas                  |       | ab 1981   | Botschafter mit Amtssitz Lagos, am 13. Juli 1981 in Accra akkreditiert  |
| Rui Fernando Meira Ferreira               |       | ab 1985   | Botschafter mit Amtssitz Lagos, am 27. Juni 1985 in Accra akkreditiert  |
| Filipe Orlando Albuquerque                |       | ab 1997   | Botschafter mit Amtssitz Lagos, am 23. Mai 1997 in Accra akkreditiert   |
| Nuno Maria da Cunha e Távora Silveira     |       | ab 1992   | Botschafter mit Amtssitz Lagos, am 16. Juli 1992 in Accra akkreditiert  |
| António José da Câmra Ramalho Ortigão     |       | ab 1999   | Botschafter mit Amtssitz Lagos                                          |
| Maria de Fátima de Pina Perestrello       |       | ab 2005   | Botschafterin mit Amtssitz Lagos                                        |
| João Maria Rebelo de Andrade Cabral       |       | ab 2010   | Botschafter mit Amtssitz Lagos                                          |
| Simeão Archer Pinto Mesquita              |       | ab 2011   | Botschafter mit Amtssitz Lagos                                          |
| António Pedro da Vinha Rodrigues da Silva |       | ab 2014   | Geschäftsträger am Amtssitz Abuja                                       |
| António Pedro da Vinha Rodrigues da Silva |       | ab 2017   | Botschafter mit Amtssitz Abuja                                          |
| Luís Filipe Ribeiro da Silva Barros       |       | seit 2018 | Botschafter mit Amtssitz Abuja                                          |